# لويد غرين
لويد غرين (بالإنجليزية: Lloyd Green)‏ هو عازف قيثارة وموسيقي أمريكي، ولد في 4 أكتوبر 1937 في Leaf, Mississippi ‏ في الولايات المتحدة.

## وصلات خارجية
- لويد غرين على موقع ميوزك برينز (الإنجليزية)
- لويد غرين على موقع ديسكوغز (الإنجليزية)